# Jerome Storm
Jerome V. Storm, conosciuto anche come Jerome Stern (Denver, 11 novembre 1890 – Desert Hot Springs, 10 luglio 1958), è stato un attore, regista e sceneggiatore statunitense, attivo soprattutto negli anni venti all'epoca del cinema muto hollywoodiano.

## Biografia
Nato in Colorado, iniziò la sua carriera in veste di attore teatrale, ma presto decise di entrare nel mondo del cinema muto, poiché vedeva in esso maggiori probabilità di raggiungere il successo. Diventò rapidamente una delle giovani promesse di quegli anni ed entrò a far parte nel 1915 del gruppo di attori facente capo al produttore Thomas H. Ince, uno dei fondatori della celebre Triangle Film Corporation, una delle prime case cinematografiche attive a Hollywood.
Proprio per volere dello stesso Ince, a Storm venne data la possibilità di cimentarsi come regista e di dirigere le ultime quattordici pellicole di Charles Ray, popolare stella del cinema muto di quegli anni, tra il 1919 e il 1920. Raggiunta una certa popolarità, Storm decise di creare una propria casa produttrice, la Storm Pictures, che ebbe però vita breve.
Il 19 marzo 1921 sposò l'attrice Mildred Richter, e continuò a girare numerose altre pellicole fino a tutto il 1929. Dopo un lungo decennio di inattività, si ripropose in qualità di attore nel film Beau Geste (1939), in cui ebbe un piccolo ruolo.

## Filmografia
La filmografia è completa.

### Attore
- Romance of Sunshine Alley, regia di Scott Sidney (1914)
- The Squire's Son, regia di Raymond B. West (1914)
- Shorty Turns Judge, regia di Francis Ford (1914)
- Mystery of the Lost Stradivarius, regia di George Lessey (1914)
- Shorty Falls Into a Title, regia di Raymond B. West (1914)
- The Cross in the Desert, regia di Walter Edwards (1914)
- In the Land of the Otter, regia di Walter Edwards (1915)
- The Bride of Guadaloupe, regia di Walter Edwards (1915)
- Tricked, regia di Tom Chatterton (1915)
- The Cup of Life, regia di Thomas H. Ince e Raymond B. West (1915)
- The Pathway from the Past, regia di Thomas H. Ince e Richard V. Spencer (1915)
- The Lighthouse Keeper's Son, regia di Tom Chatterton (1915)
- The Living Wage, regia di Richard Stanton (1915)
- Shorty's Ranch, regia di Scott Sidney (1915)
- Civilization, regia di Thomas H. Ince, Reginald Barker e Raymond B. West (1916)
- The Primal Lure, regia di William S. Hart (1916)
- Somewhere in France, regia di Charles Giblyn (1916)
- The Honorable Algy, regia di Raymond B. West (1916)
- The Bride of Hate, regia di Walter Edwards (1917)
- The Iced Bullet, regia di Reginald Barker (1917)
- The Pinch Hitter, regia di Victor Schertzinger (1917)
- His Mother's Boy, regia di Victor Schertzinger (1917)
- Il segno della croce (The Sign of the Cross), regia di Cecil B. DeMille (1932)
- Lo scandalo dei miliardi (Billion Dollar Scandal), regia di Harry Joe Brown (1933)
- Ma che cos'è quest'Africa! (So This Is Africa), regia di Edward F. Cline (1933)
- Diamond Trail, regia di Harry L. Fraser (1933)
- Rainbow Ranch, regia di Harry L. Fraser (1933)
- La gloria del mattino (Morning Glory), regia di Lowell Sherman (1933)
- Lone Cowboy, regia di Paul Sloane (1933)
- Carioca (Flying Down to Rio), regia di Thornton Freeland (1933)
- Good Dame, regia di Marion Gering (1934)
- Vortice (Whirlpool), regia di Roy William Neill (1934)
- The Defense Rests, regia di Lambert Hillyer (1934)
- Against the Law, regia di Lambert Hillyer (1934)
- Mills of the Gods, regia di Roy William Neill (1934)
- Mississippi, regia di A. Edward Sutherland e, non accreditato, Wesley Ruggles (1935)
- The Drunkard, regia di Albert Herman (1935)
- Party Wire, regia di Erle C. Kenton (1935)
- Men of the Hour, regia di Lambert Hillyer (1935)
- Facce false (Let 'em Have It), regia di Sam Wood (1935)
- I milioni della manicure (Hands Across the Table), regia di Mitchell Leisen (1935)
- Super-Speed
- Alla conquista dei dollari (The Toast of New York), regia di Rowland V. Lee (1937)
- Speed to Burn, regia di Otto Brower (1938)
- Men with Wings, regia di William A. Wellman (1938)
- Give Me a Sailor, regia di Elliott Nugent (1938)
- Beau Geste, regia di William A. Wellman (1939)
- Papà prende moglie (Father Takes a Wife), regia di Jack Hively (1941)

### Regista
- The Keys of the Righteous (1918)
- Naughty, Naughty! (1918)
- The Family Skeleton, co-regia di Victor Schertzinger (1918)
- The Biggest Show on Earth  (1918)
- A Desert Wooing (1918)
- The Vamp (1918)
- The Girl Dodger (1919)
- Il fulmine di Piperville (Greased Lightning) (1919)
- The Busher (1919)
- Hay Foot, Straw Foot (1919)
- Bill Henry (1919)
- The Egg Crate Wallop (1919)
- Crooked Straight (1919)
- Red Hot Dollars (1919)
- Alarm Clock Andy (1920)
- Homer Comes Home (1920)
- Paris Green (1920)
- Han trovato il coltello? (The Village Sleuth) (1920)
- Peaceful Valley (1920)
- An Old Fashioned Boy (1920)
- Her Social Value (1921)
- The Rosary (1922)
- Notti algerine (Arabian Love) (1922)
- Honor First (1922)
- A California Romance (1922)
- Truxton King (1923)
- Goodbye Girls (1923)
- Madness of Youth (1923)
- Children of Jazz (1923)
- St. Elmo (1923)
- La carriera dell'amore (The Goldfish) (1924)
- The Siren of Seville, co-regia di Hunt Stromberg (1924)
- The Brass Bowl (1924)
- Some Pun'kins (1925)
- Sweet Adeline (1926)
- Ladies at Ease (1927)
- Ranger of the North (1927)
- The Swift Shadow (1927)
- Fangs of the Wild (1928)
- Law of Fear (1928)
- Dog Justice (1928)
- Captain Careless (1928)
- Dog Law (1928)
- Tracked (1928)
- The Yellowback (1929)
- Courtin' Wildcats (1929)
- The Racing Strain (1932)

### Sceneggiatore
- Her Social Value, regia di Jerome Storm (1921)
- Along Came Auntie, regia di Fred Guiol e Richard Wallace (1926)
- Should Husbands Pay?, regia di F. Richard Jones e Stan Laurel (1926)
- Wise Guys Prefer Brunettes, regia di Stan Laurel (1926)
- Raggedy Rose, regia di Richard Wallace (1926)
- Galloping Ghosts, regia di James Parrott (1928)